# 中山本源氏物語
中山本源氏物語（なかやまほんげんじものがたり）は、源氏物語の写本。元中山輔親の所蔵であったことから「中山本（源氏物語）」または「中山家本（源氏物語）」と呼ばれる。現在は中山家のもとを離れ国立歴史民俗博物館の所蔵となっているために「旧中山本」などと呼ばれることもある。なお、現在国立歴史民俗博物館の所蔵となっていることから本写本を「歴博本」と呼ぶこともあるが、「歴博本（源氏物語）」とは通常この中山本とは別の鎌倉時代の書写と見られる「手習」1帖のみの零本をいう。

## 概要
この写本は近代以前から代々中山家に伝来したのではなく、明治30年代に中山輔親の祖父中山忠愛が烏丸家から借金の質として預かりそのまま譲り受けたものであり、現在も「烏丸文庫」と書かれた箱に入っているという。中山家には源氏物語の写本としてこの他に54帖の揃い本4組と近代に入っての書写と見られる数帖からなる写本が存在するが、通常「中山本」ないし「中山家本」というときにはこの鎌倉時代の書写と見られる数帖からなる写本のことをいう。「若紫」、「絵合」、「行幸」、「柏木」、「鈴虫」及び「総角」の一部のみが現存する。これらは昭和16年旧国宝（現重要文化財）に指定されている。元はこの他に「末摘花」、「幻」があったらしいが現在は失われたと見られる。元々の成立事情は異なると見られる写本を集めた「取り合わせ本」であるが、いずれも鎌倉時代の書写と見られている。

## 本文の系統
本写本の本文系統は巻ごとに異なっており、青表紙本の巻、河内本の巻、別本の巻が存在する。
- 柏木・総角は青表紙本系統の本文を持っている。柏木は定家自筆本に近く、総角は御物本・池田本・三条西家本等に近い本文を持っている。柏木は巻末に「奥入」を有するが「第一次奥入」とも「第二次奥入」とも異なる「別本奥入」とも呼ぶべき独自の内容のものである。
- 絵合・行幸は平瀬本に近い河内本の本文を持っている。
- 若紫は蓬左文庫本の一つである蓬左文庫蔵伝越部局筆松風巻と同筆の別本と見られる[2]。この写本はいわゆる尾州家本源氏物語と呼ばれる揃い本とは別のもので、「松風」・「竹河」・「総角」・「浮舟」の4帖からなる零本であって、中山本と同様に明治30年代に烏丸家から平戸の松浦家のものになり、その後大正末年ころに尾張徳川家のものになり蓬左文庫に入ったものであるという[3]。
- 鈴虫は　ハーバード大学蔵本の須磨・蜻蛉と同筆の別本と見られる。

## 校本への採用状況
校異源氏物語及び源氏物語大成への採用は無い。現在国立歴史民俗博物館の所蔵となっている絵合・行幸及び現在は所在不明の末摘花が「中」の写本記号で河内本として「河内本源氏物語校異集成」に採用されており、若紫、鈴虫、幻が「中」の写本記号で「源氏物語別本集成」に校異が収録されている。

## 複製本
- 監修・編集日本古典文学会『複刻日本古典文学館 第1期　源氏物語 わかむらさき・すゑつむ花』日本古典文学刊行会、1971年、ほるぷ出版 (製作) 、図書月販 (発売)
- 監修・編集日本古典文学会『複刻日本古典文学館 第1期　源氏物語 ゑあはせ・みゆき・かしは木』日本古典文学刊行会、1972年、ほるぷ出版 (製作) 、図書月販 (発売)
- 監修・編集日本古典文学会『複刻日本古典文学館 第1期　源氏物語 すずむし・まぼろし』日本古典文学刊行会、1972年、ほるぷ出版 (製作)、図書月販 (発売)